# فيرلاند ميندي
فيرلاند سينا ميندي (
تنطق بالفرنسية: [fɛrlɑ̃  mɑ̃di]؛ مواليد 8 يونيو 1995) هو لاعب كرة قدم فرنسي يلعب في الظهير الأيسر مع نادي ريال مدريد في الدوري الإسباني ومنتخب فرنسا لكرة القدم.

## النشأة والشخصية
ولد في ميولن إن إفلانس في فرنسا. وهو من أصل سنغالي. في سن الخامسة عشرة أمضى بعض الوقت على كرسي متحرك وقيل له إنه لن يلعب كرة القدم مرة أخرى.

## مسيرته الكروية

### مسيرته المبكرة
خلال موسم 2016–17 لعب ميندي 35 مباراة مع لوهافر.

### ليون
في يونيو 2017، انضم ميندي إلى ليون بموجب عقد مدته خمس سنوات. وقد تم الإعلان عن رسوم الانتقال من لوهافر بمبلغ 5 ملايين يورو بالإضافة إلى مكافآت محتملة بقيمة مليون يورو.

### ريال مدريد
في 12 يونيو 2019، تم الإعلان عن انضمام ميندي إلى ريال مدريد، وسيرتبط مع النادي للمواسم الستة المقبلة، لغاية 30 يونيو 2025. شارك لأول مرة في 1 سبتمبر 2019، بدءا بمباراة التعادل 2–2 أمام فياريال. جاء هدفه الأول في 13 يوليو 2020، في فوز 2–1 على غرناطة. خلال موسم الدوري، تمكن من المشاركة في 25 مباراة، حيث فاز ريال مدريد بلقب الدوري الإسباني لموسم 2019–20.
في 24 فبراير 2021، سجل هدفه الأول في دوري أبطال أوروبا في مباراة الفوز 1–0 خارج أرضه على أتالانتا في دور الـ16 من دوري أبطال أوروبا 2020–21.

## الإحصائيات

### النادي
آخر تحديث 24 فبراير 2021.
| النادي     | الموسم   | الدوري                        | الدوري | الدوري  | الكأس الوطني | الكأس الوطني | كأس الدوري | كأس الدوري | أوروبا | أوروبا  | أخرى1  | أخرى1   | المجموع | المجموع |
| النادي     | الموسم   | الدرجة                        | الظهور | الأهداف | الظهور       | الأهداف      | الظهور     | الأهداف    | الظهور | الأهداف | الظهور | الأهداف | الظهور  | الأهداف |
| ---------- | -------- | ----------------------------- | ------ | ------- | ------------ | ------------ | ---------- | ---------- | ------ | ------- | ------ | ------- | ------- | ------- |
| لوهافر ب   | 2013–14  | الدوري الفرنسي الدرجة الثانية | 20     | 0       | —            | —            | —          | —          | —      | —       | —      | —       | 20      | 0       |
| لوهافر ب   | 2014–15  | الدوري الفرنسي الدرجة الثانية | 23     | 0       | —            | —            | —          | —          | —      | —       | —      | —       | 23      | 0       |
| لوهافر ب   | 2015–16  | الدوري الفرنسي الدرجة الثانية | 13     | 1       | —            | —            | —          | —          | —      | —       | —      | —       | 13      | 1       |
| لوهافر ب   | المجموع  | المجموع                       | 56     | 1       | —            | —            | —          | —          | —      | —       | —      | —       | 56      | 1       |
| لوهافر     | 2014–15  | الدوري الفرنسي الدرجة الثانية | 1      | 0       | 0            | 0            | 0          | 0          | —      | —       | —      | —       | 1       | 0       |
| لوهافر     | 2015–16  | الدوري الفرنسي الدرجة الثانية | 11     | 0       | 1            | 0            | 0          | 0          | —      | —       | —      | —       | 12      | 0       |
| لوهافر     | 2016–17  | الدوري الفرنسي الدرجة الثانية | 35     | 2       | 1            | 0            | 2          | 0          | —      | —       | —      | —       | 38      | 2       |
| لوهافر     | المجموع  | المجموع                       | 47     | 2       | 2            | 0            | 2          | 0          | —      | —       | —      | —       | 51      | 2       |
| ليون       | 2017–18  | الدوري الفرنسي                | 27     | 0       | 0            | 0            | 1          | 0          | 7      | 0       | —      | —       | 35      | 0       |
| ليون       | 2018–19  | الدوري الفرنسي                | 30     | 2       | 4            | 1            | 2          | 0          | 8      | 0       | —      | —       | 44      | 3       |
| ليون       | المجموع  | المجموع                       | 57     | 2       | 4            | 1            | 3          | 0          | 15     | 0       | —      | —       | 79      | 3       |
| ريال مدريد | 2019–20  | الدوري الإسباني               | 25     | 1       | 0            | 0            | —          | —          | 5      | 0       | 2      | 0       | 32      | 1       |
| ريال مدريد | 2020–21  | الدوري الإسباني               | 20     | 1       | 0            | 0            | —          | —          | 7      | 1       | 1      | 0       | 28      | 2       |
| ريال مدريد | المجموع  | المجموع                       | 45     | 2       | 0            | 0            | —          | —          | 12     | 1       | 3      | 0       | 60      | 3       |
| الإجمالي   | الإجمالي | الإجمالي                      | 205    | 7       | 6            | 1            | 5          | 0          | 27     | 1       | 3      | 0       | 246     | 9       |

ملاحظات
1 تشمل كأس السوبر الإسباني.
1. ↑  تشمل كأس فرنسا
2. ↑  تشمل كأس الرابطة الفرنسية
3. ↑  المباريات في الدوري الأوروبي
4. ↑  المباريات في دوري أبطال أوروبا
5. ↑  المباريات في كأس السوبر الإسباني
6. ↑  المباريات في دوري أبطال أوروبا

### المنتخب
آخر تحديث 14 أكتوبر 2020.
| المنتخب الوطني | العام   | الظهور | الأهداف |
| -------------- | ------- | ------ | ------- |
| فرنسا          | 2018    | 1      | 0       |
| فرنسا          | 2019    | 3      | 0       |
| فرنسا          | 2020    | 3      | 0       |
| المجموع        | المجموع | 7      | 0       |

## الإنجازات

### النادي
ريال مدريد
- الدوري الإسباني: 2019–20،[21] 2021–22،[22] 2023–24[23]
- كأس ملك إسبانيا: 2022–23[24]
- كأس السوبر الإسباني: 2019–20،[25] 2021–22،[26] 2023–24[27]
- دوري أبطال أوروبا: 2021–22،[28] 2023–24[29]
- كأس السوبر الأوروبي: 2022،[30] 2024[31]

### الفردية
- تشكيلة السنة للدوري الفرنسي من الاتحاد الوطني للاعبي كرة القدم المحترفين: 2017–18[32]، 2018–19[33]

## وصلات خارجية
- فيرلاند ميندي على WhoScored.com
- فيرلاند ميندي على صحيفة ليكيب (بالفرنسية)
- فيرلاند ميندي على Transfermarkt (بالإنجليزية)
- فيرلاند ميندي على Ligue1.com (بالإنجليزية)
- فيرلاند ميندي على OLWeb.fr (بالإنجليزية)
- فيرلاند ميندي على موقع الاتحاد الدولي (مؤرشف)  (الإنجليزية)
- فيرلاند ميندي على موقع الاتحاد الأوربي (الإنجليزية)
- فيرلاند ميندي على موقع إي إس بي إن إف سي (الإنجليزية)
- فيرلاند ميندي على موقع قاعدة بيانات كرة القدم.إي يو (الإنجليزية)
- فيرلاند ميندي على موقع ليكيب (الفرنسية)
- فيرلاند ميندي على موقع ناشيونال فوتبول تيمز (الإنجليزية)
- فيرلاند ميندي على موقع Soccerbase.com (لاعب) (الإنجليزية)
- فيرلاند ميندي على موقع Soccerway.com (الإنجليزية)
- فيرلاند ميندي على موقع عالم كرة القدم.نت (الإنجليزية)

 (بالإنجليزية)